# الکساندر یوانویچ (بازیکن فوتبال، زاده ۱۹۸۵)
الکساندر یوانویچ (انگلیسی: Aleksandar Jovanović؛ زادهٔ ۱۷ دسامبر ۱۹۸۵) بازیکن فوتبال اهل صربستان است.